# Mary Bocock
Mary Bocock (7 ottobre 2003) è una sciatrice alpina statunitense, vincitrice della Nor-Am Cup nel 2023.

## Biografia
Sciatrice polivalente originaria di Salt Lake City, è sorella di Elisabeth, a sua volta sciatrice alpina; attiva dal dicembre del 2019, in Nor-Am Cup la Bocock ha esordito il 4 febbraio 2020 a Georgian Peaks in slalom gigante (43ª), ha conquistato il primo podio il 9 dicembre 2022 a Copper Mountain in supergigante (3ª) e la prima vittoria l'8 gennaio 2023 a Burke Mountain nella medesima specialità; nella stagione 2022-2023 ha vinto il trofeo continentale. Ha debuttato in Coppa del Mondo il 28 ottobre 2023 a Sölden in slalom gigante, senza qualificarsi per la seconda manche; non ha preso parte a rassegne olimpiche o iridate.

## Palmarès

### Nor-Am Cup
- Vincitrice della Nor-Am Cup nel 2023
- Vincitrice della classifica di supergigante nel 2023
- 15 podi:
  - 6 vittorie
  - 2 secondi posti
  - 7 terzi posti

#### Nor-Am Cup - vittorie
| Data             | Località           | Paese       | Specialità |
| ---------------- | ------------------ | ----------- | ---------- |
| 8 gennaio 2023   | Burke Mountain     | Stati Uniti | SG         |
| 5 marzo 2023     | Stratton           | Stati Uniti | GS         |
| 26 marzo 2023    | Whistler           | Canada      | SG         |
| 22 febbraio 2024 | Whiteface Mountain | Stati Uniti | SG         |
| 12 marzo 2025    | Sugarloaf          | Stati Uniti | DH         |
| 13 marzo 2025    | Sugarloaf          | Stati Uniti | SG         |

Legenda:

DH = discesa libera

SG = supergigante

GS = slalom gigante

### South American Cup
- 1 podio:
  - 1 vittoria

#### South American Cup - vittorie
| Data               | Località     | Paese     | Specialità |
| ------------------ | ------------ | --------- | ---------- |
| South American Cup | Cerro Castor | Argentina | GS         |

Legenda:

GS = slalom gigante